# 羽咋山勝久
羽咋山 勝久（はくいやま かつひさ、1928年6月23日 -没年不明 ）は、石川県羽咋郡出身で立浪部屋に所属した元大相撲力士。本名は加藤 寛（かとう ひろし）。180cm、90kg。最高位は東十両21枚目。得意技は左四つ、寄り。

## 経歴
1946年11月場所に初土俵、1955年9月場所に十両昇進。しかし、一度も勝ち越すことなく十両2場所で幕下陥落。その後は1度も勝ち越すことができずに急速に番付を下げ、幕下下位で初日から休場した1957年5月場所に28歳で廃業した。

## 主な成績
- 通算成績：162勝199敗12休 勝率.449
- 十両成績：8勝22敗 勝率.267
- 現役在位：36場所
- 十両在位：2場所

### 場所別成績
| 1946年 （昭和21年） | x                 | x                | x                       | （前相撲）         |
| 1947年 （昭和22年） | x                 | x                | 東序ノ口5枚目 3–2       | 西序二段8枚目 4–2  |
| 1948年 （昭和23年） | x                 | x                | 西三段目12枚目 2–4      | 西三段目19枚目 4–2 |
| 1949年 （昭和24年） | 西三段目6枚目 8–4 | x                | 西幕下16枚目 7–8        | 東幕下17枚目 6–9   |
| 1950年 （昭和25年） | 東幕下21枚目 7–8  | x                | 西幕下21枚目 6–9        | 東幕下29枚目 10–5  |
| 1951年 （昭和26年） | 東幕下14枚目 8–7  | x                | 東幕下13枚目 8–7        | 西幕下8枚目 8–7    |
| 1952年 （昭和27年） | 東幕下7枚目 4–11  | x                | 西幕下17枚目 7–8        | 東幕下20枚目 6–5–4 |
| 1953年 （昭和28年） | 西幕下18枚目 7–8  | 西幕下19枚目 5–3 | 東幕下18枚目 4–4        | 東幕下16枚目 3–5   |
| 1954年 （昭和29年） | 東幕下20枚目 3–5  | 東幕下23枚目 5–3 | 西幕下13枚目 2–6        | 東幕下22枚目 5–3   |
| 1955年 （昭和30年） | 西幕下14枚目 5–3  | 東幕下9枚目 6–2  | 西幕下筆頭 5–3          | 東十両21枚目 7–8   |
| 1956年 （昭和31年） | 東十両22枚目 1–14 | 東幕下7枚目 2–6  | 西幕下18枚目 2–6        | 西幕下30枚目 1–7   |
| 1957年 （昭和32年） | 西幕下41枚目 0–8  | 東幕下56枚目 1–7 | 西幕下80枚目 引退 0–0–8 | x                  |
| 各欄の数字は、「勝ち-負け-休場」を示す。 優勝 引退 休場 十両 幕下 三賞：敢=敢闘賞、殊=殊勲賞、技=技能賞 その他：★=金星 番付階級：幕内 - 十両 - 幕下 - 三段目 - 序二段 - 序ノ口 幕内序列：横綱 - 大関 - 関脇 - 小結 - 前頭（「#数字」は各位内の序列） |                   |                  |                         |                    |

## 改名歴
- 加藤 寛（かとう ひろし）1946年11月場所 - 1947年6月場所
- 稲妻（いなづま）1947年11月場所 - 1950年5月場所
- 羽咋山 勝久（はくいやま かつひさ）1950年9月場所 - 1952年9月場所
- 龍天山（りゅうてんざん）1953年1月場所 - 1953年9月場所
- 羽咋山（はくいやま）1954年1月場所 - 1957年5月場所